# Rhaphidophora banosensis
Rhaphidophora banosensis là một loài thực vật có hoa trong họ Ráy (Araceae). Loài này được P.C.Boyce miêu tả khoa học đầu tiên năm 2000 publ. 2001.